# Van Lear Rose (álbum)
Van Lear Rose é um álbum de estúdio lançado no ano de 2004 pela cantora Loretta Lynn.

## Faixas
| #  | Título                   | Duração |
| -- | ------------------------ | ------- |
| 1  | "Van Lear Rose"          | 03:50   |
| 2  | "Portland Oregon"        | 03:49   |
| 3  | "Trouble on the Line"    | 02:21   |
| 4  | "Family Tree"            | 03:03   |
| 5  | "Have Mercy"             | 02:35   |
| 6  | "High on a Mountain Top" | 02:44   |
| 7  | "Little Red Shoes"       | 03:33   |
| 8  | "God Makes No Mistakes"  | 01:45   |
| 9  | "Women's Prison"         | 04:16   |
| 10 | "This Old House"         | 01:56   |
| 11 | "Mrs. Leroy Brown"       | 03:38   |
| 12 | "Miss Being Mrs."        | 02:50   |
| 13 | "Story of My Life"       | 02:40   |

## Desempenho nas paradas musicais
| Parada musical (2004)               | Posição |
| ----------------------------------- | ------- |
| Noruega Norwegian Album Charts      | 32      |
| Suécia Swedish Album Charts         | 23      |
| Estados Unidos - Top Country Albums | 2       |
| Estados Unidos - Billboard 200      | 24      |

## Prémios e nomeações
| Grammy Awards | Grammy Awards     | Grammy Awards                            | Grammy Awards | Grammy Awards |
| Ano           | Trabalho          | Categoria                                | Resultado     |               |
| ------------- | ----------------- | ---------------------------------------- | ------------- | ------------- |
| 2005          | Van Lear Rose     | "Best Country Album"                     | Venceu        |               |
| 2005          | "Portland Oregon" | "Best Country Collaboration with Vocals" | Venceu        |               |
| 2005          | "Miss Being Mrs." | "Best Country Song"                      | Indicado      |               |
| 2005          | "Portland Oregon" | "Best Country Song"                      | Indicado      |               |
| 2005          | "Miss Being Mrs." | "Best Female Country Vocal Performance"  | Indicado      |               |